# Chaetocnema luisiadae
Chaetocnema luisiadae es un coleóptero de la familia Chrysomelidae. Fue descrita científicamente en 1979 por Medvedev.